# 卷葉仙鶴蘚
卷葉仙鶴蘚（学名：Atrichum crispulum）为土馬騣科仙鶴蘚屬下的一个种。